# Journaled File System
Journaling File System (JFS) es un sistema de archivos de 64-bit con respaldo de transacciones creado por IBM, originalmente para AIX. Está disponible bajo la licencia GNU GPL. Existen versiones para AIX, eComStation, OS/2 y para los sistemas operativos conocidos como Linux y HP-UX.
Fue diseñado con la idea de conseguir "servidores de alto rendimiento y servidores de archivos de altas prestaciones, asociados a e-business".  JFS  se fusionó en el kernel de Linux desde la versión 2.4. 
JFS utiliza un método interesante para organizar los bloques vacíos, estructurándolos en un árbol y usa una técnica especial para agrupar bloques lógicos vacíos. 
JFS fue desarrollado para AIX. La primera versión para Linux fue distribuida en el verano de 2000. La versión 1.0.0 salió a la luz en el año 2001. JFS está diseñado para cumplir las exigencias del entorno de un servidor de alto rendimiento en el que solo cuenta el funcionamiento. Al ser un sistema de ficheros de 64 bits, JFS soporta ficheros grandes y particiones LFS (del inglés Large File Support), lo cual es una ventaja más para los entornos de servidor. 

## Características
- Eficiente respaldo de transacciones (Journaling).

- JFS, al igual que ReiserFS, sigue el principio de metadata only. En vez de una completa comprobación solo se tienen en cuenta las modificaciones en los metadatos provocadas por las actividades del sistema. Esto ahorra una gran cantidad de tiempo en la fase de recuperación del sistema tras una caída. Las actividades simultáneas que requieren más entradas de protocolo se pueden unir en un grupo, en el que la pérdida de rendimiento del sistema de ficheros se reduce en gran medida mediante múltiples procesos de escritura.

- Eficiente administración de directorios.

JFS abarca diversas estructuras de directorios. En pequeños directorios se permite el almacenamiento directo del contenido del directorio en Inode. En directorios más grandes se utiliza B-trees, que facilitan considerablemente la administración del directorio. 
- Mejor utilización de la memoria mediante adjudicación dinámica de Inodes.

Con ext2 debe dar por anticipado el grosor del Inode (la memoria ocupada por la información de administración). Con ello se limita la cantidad máxima de ficheros o directorios de su sistema de ficheros. JFS le ahorra esto, puesto que asigna memoria Inode de forma dinámica y la pone a su disposición cuando no se está utilizando.